# 2016 في الصومال
فيما يلي قائمة بالأحداث التي وقعت خلال عام 2016 في الصومال:

## السياسة
- الرئيس: حسن شيخ محمود (2012-2017)
- رئيس مجلس الوزراء: عمر شرماركي (2014-2017)

## الأحداث
- قطع العلاقات مع إيران في 7 يناير بعد الاعتداءات على البعثات الدبلوماسية السعودية في مدينتي طهران ومشهد في أعقاب إعدام نمر النمر في المملكة العربية السعودية.[1][2]
- هاجم مسلحو حركة الشباب قاعدة الاتحاد الأفريقي في جنوب الصومال في 15 يناير [3]
- هاجم مسلحون مطاعم تطل على شاطئ ليدو في مقديشو في 21 يناير ما أسفر عن مقتل أكثر من 20 شخصا. [4][5]